# Akitsushima (Schiff, 1942)
Die Akitsushima (japanisch 秋津洲) war ein Seeflugzeugtender der Kaiserlich Japanischen Marine, der von 1942 bis 1944 in Dienst stand.

## Geschichte

### Entwurf
Im Jahre 1938 plante die japanische Marine ihre großen Flugboote im Hinblick auf einen Krieg effektiver als bisher zu nutzen. Die Kawanishi H6K war das einzige Flugzeug, das in der Lage war, Pearl Harbor ohne Zwischenlandung von den Marshallinseln zu erreichen. 1942 wurde die H6K von der leistungsfähigeren und besser bewaffneten Kawanishi H8K abgelöst. Auf den Marshallinseln gab es zu der Zeit allerdings keine geeigneten Einrichtungen für Wartung und Betreuung von Flugbooten. Anfang 1939 wurde der Versorgungstanker Kamoi zu einem Seeflugzeugtender umgebaut. Die Kamoi war aber nicht in der Lage, Wasserflugzeuge zu reparieren. Die japanische Marine plante aus diesem Grunde zwei Typen von Seeflugzeugtendern. Einen 10.000 t großen Flugbootträger und einen Flugboottender mit einer Verdrängung von 2.400 t. Dieser Plan fand nicht die Zustimmung des japanischen Finanzministeriums. Beide Pläne wurden im 5. Kreis-Bauprogramms (Maru 5 Keikaku) im Jahre 1941 erneuert, aber die Zustimmung kam nicht. Die Pläne wurden geändert und die Marine plante eine Klasse von Tendern, die 3.500 t verdrängten und eine vergrößerte Ausführung des 2.400 t Entwurfs waren. Die Schiffe sollten in der Lage sein, Wasserflugzeuge zu warten, zu reparieren und zu versorgen. Die japanische Marine beabsichtigte zunächst, das Flugboot mit Hilfe eines ausfahrbaren Schleppsegels an Bord zu ziehen, doch das wurde dahingehend geändert, dass die Akitsushima-Klasse einen 35-Tonnen-Kran bekam, um die Flugboote an Bord zu hieven. Die Marine änderte den Entwurf ständig und schließlich war das Schiff noch 1.000 t schwerer.

### Weitere Schiffe
| Bau-Nr.        | Name                       | Bauwerft                   | Kiellegung                 | Stapellauf                                        | Indienststellung                                  | Verbleib                                                                                        |
| -------------- | -------------------------- | -------------------------- | -------------------------- | ------------------------------------------------- | ------------------------------------------------- | ----------------------------------------------------------------------------------------------- |
| 131            | Akitsushima (秋津州)       | Kawasaki, Kōbe             | 29. Oktober 1940           | 25. Juli 1941                                     | 29. April 1942                                    | Versenkt durch Flugzeuge in der Coron Bay am 24. September 1944 bei 11° 59′ 0″ N, 120° 2′ 0″ O. |
| 303            | Chihaya (千早)             | Kawasaki, Kōbe             | 25. Juli 1941              | Baustopp im Herbst 1942, Rumpf später abgebrochen | Baustopp im Herbst 1942, Rumpf später abgebrochen | Baustopp im Herbst 1942, Rumpf später abgebrochen                                               |
| 5031 5032 5033 | Gestrichen am 5. Mai 1944. | Gestrichen am 5. Mai 1944. | Gestrichen am 5. Mai 1944. | Gestrichen am 5. Mai 1944.                        | Gestrichen am 5. Mai 1944.                        | Gestrichen am 5. Mai 1944.                                                                      |

### Dienstzeit
Am 21. April 1942 führte die Akitsushima Probefahrten vor Kobe durch. Drei Tage vorher hatte der 'Doolittle Raid' stattgefunden und als die Mannschaft der Akitsushima ein japanisches Transportflugzeug im Anflug sah, verwechselten sie es mit einem US-amerikanischen Bomber vom Typ B-25. Sie eröffneten das Feuer mit ihren Flugabwehrgeschützen. Splitter der abgefeuerten Geschosse trafen das kleine Passagierschiff Tennyo Maru, das zwischen Awaji-shima und Kobe verkehrte. Die Tennyo Maru wiederum glaubte von dem Flugzeug unter MG-Feuer genommen zu werden.
Die Akitsushima wurde am 29. April 1942 in Dienst gestellt und der 25. Luftflottille in der 11. Luftflotte zugeteilt. Am 30. April fuhr sie von Yokosuka zuerst nach Saipan und dann nach Rabaul. Nach der US-amerikanischen Landung auf Guadalcanal lief die Akitsushima die Shortland-Inseln im Westen der Salomon-Inseln an, sie sollte den japanischen Gegenangriff auf Guadalcanal unterstützen. Sie kreuzte vor Gizo um abgeschossene Flugzeuge und ihre Besatzung zu bergen.
Von Mitte August an pendelte die Akitsushima zwischen Rabaul und den Shortlands, später kam auch noch Buka im Nordwesten von Bougainville dazu. Dort wurde die Akitsushima auch bei einem Bombenangriff am 1. September 1942 leicht beschädigt. Ansonsten überstand sie alle Bombenangriffe ohne Schaden. Am 4. Dezember verließ sie Rabaul, um nach Yokosuka zur Wartung zu fahren. Am 15. Januar 1943 lief die Akitsushima von Yokosuka nach Kavieng in Papua-Neuguinea. Von dort pendelte sie, wie zuvor, zwischen Kavieng, Rabaul, Buka und den Shortlands. Am 23. Januar 1942 ortete der begleitende Zerstörer Hakaze 15 sm südwestlich von Kavieng ein U-Boot und griff es mit Wasserbomben an. Trotzdem wurde der Zerstörer von der USS Guardfish der Gato-Klasse torpediert und sank. Wegen der Unterstützung durch die Akitsushima bei der Rettung, gingen nur 13 Mann der Mannschaft verloren.
Am 30. Juni 1943 fuhr die Akitsushima nach Paramuschir einer Kurileninsel, um an der Evakuierung Kiskas teilzunehmen, allerdings kam sie zu keinem Einsatz. Im August kehrte sie nach Yokosuka zurück und fuhr dann über Shanghai nach Truk. Dort wurde sie durch amerikanische Trägerflugzeuge während der Operation Hailstone beschädigt. Im folgenden Monat wurde sie der 14. Luftflotte zugewiesen und kehrte für Reparaturen nach Yokosuka zurück. Dort erhielt sie auch Ausrüstung als Werkstattschiff, denn das große Werkstattschiff Akashi war am 30. März versenkt worden. Nach Beendigung der Umbauten und Reparaturen wurde sie der 2. Flotte zugeteilt.
Ende August 1944 fuhr die Akitsushima nach Imari auf Kyushu, dann nach Kaohsiung auf Taiwan und schließlich sollte sie nach Manila fahren, aber da Manila am 21. September von amerikanischen Trägerflugzeugen angegriffen wurde, wurde sie zur Coron Bay umgeleitet, wo sie am 23. September ankam.
Am 24. September 1944 begann um 09:05 ein Luftangriff von mehr als dreißig Flugzeugen der US-amerikanischen Task Force 38 auf die Schiffe in der Coron Bay. Die Akitsushima erhielt zwei direkte Bombentreffer mittschiffs. Das führte nach wenigen Minuten zu einer schweren Steuerbordschlagseite. Dann erhielt sie noch einen Treffer im Heck auf das Katapult. Dieser Treffer löste, wegen des dort gelagerten Flugbenzins eine heftige Explosion aus, die die Backbordseite des Schiffes fast vollständig wegsprengte. Das Heck wurde nur durch den Kiel und die Platten auf der Steuerbordseite des Schiffes gehalten. Jetzt kenterte die Akitsushima schnell nach Backbord und sank. Trotz des schnellen Sinkens konnten das Minenräumboot Nr. 41 und der Marinetransporter T-102 den Kommandanten, 25 Offiziere und den größten Teil der Besatzung, darunter 25 Verwundete, retten. Viele schwammen auch an Land. Die Verluste betrugen 4 Offiziere und 82 Seeleute.
Am 10. November 1944 wurde die Akitsushima von der Schiffsliste der japanischen Marine gestrichen.

## Technische Beschreibung

### Rumpf und Antrieb
Der Rumpf der Akitsushima, unterteilt in wasserdichte Abteilungen, war über alles 114,8 Meter lang, 15,8 Meter breit und hatte bei einer Einsatzverdrängung von 5.080 Tonnen einen Tiefgang von 5,4 Metern. Der Antrieb erfolgte durch vier Dieselmotoren, mit welchen eine Gesamtleistung von 8.000 PS (5.884 kW) erreicht wurde. Diese Leistung wurde auf zwei Wellen mit je einer Schraube abgegeben. Die Höchstgeschwindigkeit betrug 19 Knoten (35 km/h).

### Bewaffnung

#### Rohrwaffen
Die flugabwehrfähige Bewaffnung bestand aus vier 12,7-cm-Geschützen mit Kaliberlänge 40 des Typ 89 in Doppellafette und vier 2,5-cm-Maschinenkanonen Typ 96 ebenfalls in Doppellafette.
Die 12,7-cm-Geschütze erreichten eine Kadenz von rund 8 Schuss pro Minute und die maximale Reichweite betrug etwa 9,4 Kilometer bei 75° Rohrerhöhung. Die 24,5 Tonnen schwere Doppellafette war um 360° drehbar und hatte einen Höhenrichtbereich von −7° bis +75°.
Die 2,5-cm-Maschinenkanonen verschossen im Einsatz rund 110 bis 120 Schuss pro Minute, die effektive Reichweite lag bei etwa 3 Kilometern bei 85° Rohrerhöhung. Die 1,1 Tonnen schwere Doppelfafette war um 360° drehbar und hatte einen Höhenrichtbereich von −10° bis +85°.
Bedingt durch die starken alliierten Luftstreitkräfte während des Pazifikkrieges kam es zu einer Verstärkung der 2,5-cm-Geschütze. Bei Untergang bestand diese aus zwei Drillings- und drei Einzellafetten mit zusammen 9 Rohren.

#### U-Jagdausrüstung
Die U-Jagdbewaffnung bestand aus einem Y-Wasserbombenwerfer Typ 94 mit 36 Wasserbomben, welche sich auf dem Achterdeck befanden. Dieser 1934 eingeführte Y-Werfer hatte ein Gewicht von 680 Kilogramm und konnte zwei Wasserbomben des Typ 95 jeweils 95 Meter, bei einer Flugzeit von fünf Sekunden, weit feuern. Bei Einzelschuss betrug die Reichweite 105 Meter und die Flugzeit 4,5 Sekunden.